# جورج سافيل
جورج سافيل (بالإنجليزية: George Saville)‏ (1 يونيو 1993 في المملكة المتحدة - ) هو لاعب كرة قدم بريطاني في مركز الوسط. لعب مع تشيلسي ونادي بريستول سيتي ونادي برينتفورد ونادي ريدنغ ونادي ميلوول ووولفرهامبتون واندررز.

## وصلات خارجية
- جورج سافيل على موقع الاتحاد الدولي (مؤرشف)  (الإنجليزية)
- جورج سافيل على موقع الاتحاد الأوربي (الإنجليزية)
- جورج سافيل على موقع قاعدة بيانات كرة القدم.إي يو (الإنجليزية)
- جورج سافيل على موقع ناشيونال فوتبول تيمز (الإنجليزية)
- جورج سافيل على موقع Soccerbase.com (لاعب) (الإنجليزية)
- جورج سافيل على موقع Soccerway.com (الإنجليزية)
- جورج سافيل على موقع عالم كرة القدم.نت (الإنجليزية)
- جورج سافيل على موقع AS.com (الإسبانية)